# Présidence slovène du Conseil de l'Union européenne en 2008
Présidence portugaise du Conseil de l'Union européenne en 2007 Présidence française du Conseil de l'Union européenne en 2008
La présidence slovène du Conseil de l'Union européenne en 2008 désigne la première présidence du Conseil de l'Union européenne effectuée par la Slovénie depuis son entrée dans l'Union européenne en 2004. Elle fait suite à la présidence portugaise de 2007 et précède la présidence française du second semestre 2008.

## Programme

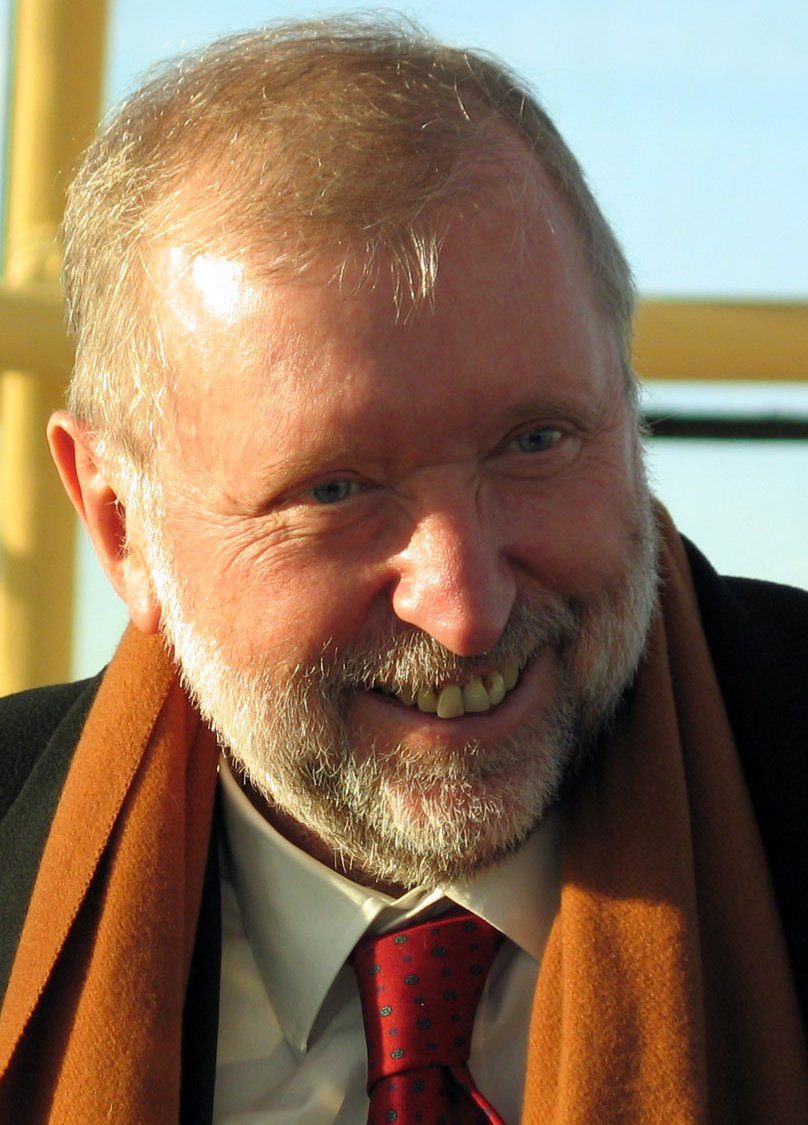
Dimitrij Rupel, président du Conseil de l'Union européenne au 1er semestre 2008.

La Slovénie a présenté, conjointement avec le Portugal et l'Allemagne, un programme soumis à l'approbation du Conseil « Affaires générales et relations extérieures ». Ce dernier présentait les défis suivants :
- contribuer au succès de la ratification du Traité de Lisbonne[1],
- instaurer une politique environnementale et énergétique dans l'Union en liant un approvisionnement durable en énergie et une « révolution verte »[1]
- faire progresser la stratégie de Lisbonne en vue d'accéder à une économie de la connaissance[1],
- les élargissements et les politiques de voisinage prenant en compte la Turquie et la Croatie mais aussi les autres pays des pays des Balkans occidentaux notamment la question du Kosovo[1],
- le dialogue interculturel en mettant en avant une « coexistence dans la diversité » par le dépassement des stéréotypes, préjugés qui sont des éléments importants dans les domaines de « l'immigration, la lutte contre la criminalité et la lutte contre le terrorisme ». Et ce au titre de l'« année européenne du dialogue interculturel »[1].

### Stratégie de Lisbonne

#### Investissement dans la connaissance
Afin d'éviter la fuite des cerveaux, la présidence slovène souhaite établir un espace ouvert de recherche européen pour d'une part attirer les chercheurs du monde entier et d'autre part pour permettre l'installation de réseaux.
Enfin, dans la triade recherche–innovation–éducation il s'agit de renforcer le rôle de l'éducation en favorisant la formation et l'apprentissage continu, tout au long de la vie. Les universités auront elles aussi un rôle à jouer dans la recherche et dans l'innovation.

#### Entreprises
La présidence souhaitait mettre en avant les PME car celles-ci ont une forte capacité à innover et à s'adapter. Ce dynamisme a pour effet de permettre la croissance économique et de développer la compétitivité. En ce sens la présidence slovène prévit de faciliter l'accès aux financements pour ces entreprises tout en se consacrant à une politique dite de groupement qui leur permettrait un meilleur accès aux infrastructures de recherche.
La compétitivité serait aussi stimulée par la reconversion progressive à des services, des productions ou techniques énergétiques rentables. La présidence souhaite aussi encourager les éco-innovations.

#### Capital humain
La présidence soutient le concept de flexicurité (équilibre entre la sécurité de l’emploi et la flexibilité du marché du travail) qui, après avoir été adopté, doit être adapté au niveau national de chaque État membre.
Il s'agit aussi de lutter contre la pauvreté et l'exclusion sociale et permettre l'insertion active ainsi que l'existence de systèmes de protection sociale durable.

#### Environnement
Le programme prévoit la poursuite des efforts dans le domaine de l'approvisionnement énergétique sûr, durable et compétitif. L'UE doit permettre l'exportation de ces technologies durables chez ses voisins.
L'UE doit aussi avancer le plus possible afin de conclure des accords pour l'après-Kyoto.
Toujours en matière environnementale l'UE doit lutter pour permettre la conservation mondiale de la biodiversité.

#### Autres
La Slovénie a aussi prévu de faire progresser les efforts d'intégration dans les domaines tels que les services financiers et postaux, l'instauration d'un brevet communautaire, la modernisation du code des douanes, et la fiscalité.
En matière de santé, l'UE a pour objectif d'améliorer l'accès aux soins notamment face au vieillissement de la population, mais aussi en ce qui concerne les écarts dans le domaine des soins tant sur le plan interne à un État membre que par rapport aux autres États membres.
En matière alimentaire, la présidence avait prévu de s'efforcer à garantir la sécurité alimentaire et la sauvegarde de l'environnement. Dans le cas de la pêche, la présidence souhaitait lutter contre la pêche illégale.

### Libertés et sécurité
En ce qui concerne les élargissements de l'espace Schengen, en plus de la suppression du contrôle aux frontières terrestres et maritimes, la Présidence slovène programmait d'agir dans le sens de la suppression des frontières intérieures aériennes, qui était attendue en mars 2008, pour que celle-ci se fasse. La présidence slovène avait aussi décidé de mettre en avant les avantages qu'apportaient l'élargissement de l'espace Schengen pour les citoyens.
En matière d'asile et d'immigration, le programme de la présidence prévoyait la poursuite des politiques visant à gérer l'immigration au niveau de l'Union ce qui passe notamment par l'harmonisation de la législation en ce qui concerne les migrations tant légales que clandestines. Le programme prévoit aussi l'établissement et l'adoption d'un système européen commun d'asile, ainsi que d'un code communautaire des visas.
En ce qui concerne la coopération policière et les échanges d'informations, le programme établit visait à terminer la mise en place des dispositions présentes dans le traité de Prüm ainsi qu'à renforcer l'Europol.
En matière de sécurité juridique, le programme visait notamment à améliorer et à faciliter la coopération des administrations judiciaires des États membres dans le domaine civil et commercial.
En matière de coopération entre les autorités judiciaires au pénal, la proposition slovène vise à améliorer la coopération en ce qui concerne les jugements par contumace. La Slovénie souhaitait aussi accroitre l'efficacité de l'Eurojust en améliorant ses bases juridiques.

### Politique de voisinage et politique extérieure

#### Balkans
La position de l'Union envers les Balkans occidentaux avait pour objectif de garantir leur statut de pays dont la vocation est d'entrer dans l'Union. Les accords de stabilisation et d'association, mis en place par l'agenda de Thessalonique, devaient sous cette présidence, être finaliser. Le but de la Slovénie étant accélérer l'adoption des normes européennes dans l'ancienne République yougoslave de Macédoine, au Monténégro, en Serbie, en Bosnie-Herzégovine et en Albanie.
En ce qui concerne le Kosovo, celui-ci devait faire l'objet d'une recherche active de solutions pour assurer une stabilisation à long terme de la région des Balkans occidentaux. La mise en place d'un nouveau statut à la suite de sa déclaration d'indépendance fait partie des questions posées lors de cette présidence. L'Union développera ses positions par l'évaluation de la sécurité, de l'ordre public et de la paix au Kosovo (notamment la position de ses minorités ethniques et de sa capacité à contribuer à la stabilité dans la région).

#### Politique de sécurité
Le programme prévoit un renforcement de la politique de sécurité et de défense afin d'assurer la stabilité et le développement en Europe et dans le monde entier. Ceci passe notamment par le renforcement des capacités militaires et civiles.

## Événements
- 20 février 2008 : appel à des libérations en Arménie à la suite de l'élection de Serge Sarkissian au poste de président. La présidence demande que soit libéré le dirigeant de l'opposition Levon Ter-Petrossian ainsi que les manifestants incarcérés[2],
- 16 mars 2008 : à la suite des élections iraniennes, la présidence les dénonce comme étant « ni libres, ni équitables »[3],
- 5 avril 2008 : manifestations à Ljubljana à l'appel de la Confédération européenne des syndicats afin de demander un salaire minimum légal[4].

## Bilan
Sous la présidence slovène a été entamé le second cycle triennal 2008-2010 de la stratégie de Lisbonne. En ce sens, une « cinquième liberté » a été introduite concernant la libre circulation du savoir afin de favoriser la coopération des membres de l'espace européen de la recherche (notamment au travers de l'Institut européen de l'innovation et de la technologie dont le siège a été établi à Budapest.
En ce qui concerne les Balkans, des accords de stabilisation ont été signés avec la Serbie et la Bosnie-Herzégovine. À la suite de la déclaration d'indépendance du Kosovo, il a été décidé que chaque État membre déciderait individuellement de ses relations avec ce pays. Le Conseil a rappelé que le Kosovo est un exemple sui generis.
Il y a aussi eu des résultats en matière législative notamment en ce qui concerne le droit du travail (deux directives : l'une sur le temps de travail, l'autre sur les conditions de travail des travailleurs intérimaire). Un règlement concernant le projet Galileo a aussi été adopté. En matière de protection environnementale quatre directives (relative aux déchets et à leur gestion, sur les normes de qualités environnementales de l'eau, sur l'intégration de l'aviation dans le système d'échange de quotas d'émissions de gaz à effet de serre, sur la protection de l'environnement par le droit pénal) et un règlement (sur le mercure) furent adoptés.
Le marché intérieur a aussi fait l'objet de renforcement par l'adoption d'un paquet législatif relatif à la libre circulation des marchandises mais aussi par l'adoption d'une directive relative aux services postaux, ainsi qu'un nouveau code de douanes.

## Identité visuelle
Le logo a été choisi au début de l'année 2006 à la suite d'un concours auquel ont participé 13 designers slovènes. C'est le designer Robert Kuhar qui remporta le concours.
Le logo dans son ensemble représente une feuille de chêne laquelle représente la solidité, la persévérance et l'indestructibilité du peuple slovène. Cependant, les composantes du logo peuvent aussi être prises séparément. Ainsi, la figure jaune représente une étoile filante, le feu, censé rappelé les étoiles du drapeau de l'Union européenne. La partie supérieure bleue du logo représente Triglav, le point culminant de la Slovénie. Il symbolise la détermination et l'achèvement et rappelle le proverbe slovène : « un slovène n'est réellement slovène que lorsqu'il est monté au sommet du Triglav ». La partie bleue sous l'étoile filante représente l'eau, la mer et les cours d'eau. Elle symbolise la profondeur du patrimoine politique, culturel et économique slovène. Enfin, le blanc du logo représente l'air.

## Coût
La présidence slovène de l'Union européenne au premier semestre 2008 a coûté un peu plus de 62 millions d'euros,.